# 12584 Zeljkoandreic
12584 Zeljkoandreic è un asteroide della fascia principale. Scoperto nel 1999, presenta un'orbita caratterizzata da un semiasse maggiore pari a 2,3707527 UA e da un'eccentricità di 0,1369826, inclinata di 7,35495° rispetto all'eclittica.